# Debakel
Mit dem Substantiv Debakel wird eine Situation beschrieben, die eine schwere Niederlage darstellt oder einen unheilvollen Ausgang genommen hat. In der deutschen Sprache ist das Wort seit dem 19. Jahrhundert in Gebrauch.

## Etymologie
Das deutsche Wort ist aus dem französischen Wort débâcle entlehnt, welches eigentlich für Eisgang oder „plötzliche Auflösung“ steht. Bei der Entlehnung änderte sich das grammatische Geschlecht des Wortes: im Französischen stellt es ein Femininum, im Deutschen hingegen ein Neutrum dar.
Das französische débâcle ist dabei eine Ableitung des französischen Verbs débâcler (für „aufbrechen“), das zu französisch bâcler (für „verrammeln“ oder „versperren“) gehört. Das von den römischen Legionen ins Gallische und von dort später ins Französische übernommene lateinische Substantiv baculum für „Stab“ oder „Riegel“ wurde im 13. Jahrhundert zum Verb bâcler (für „Vorschieben eines Riegels“). Das Gegenteil wird seit dem 15. Jahrhundert mit der Vorsilbe de- beschrieben: débâcler wäre somit das „Aufschieben eines Riegels“. In Johann Christian August Heyses Fremdwörterbuch von 1865 wurde unter debacliren „entsperren“ verstanden: „die ausgeladenen Schiffe aus einem Hafen bringen“.
International verbreitete sich das Wort „Debakel“ besonders nach dem Erscheinen von Émile Zolas Roman La Débâcle (1892), der den Deutsch-Französischen Krieg 1870/71 thematisiert.